# Ҫ (кириллица)
Ҫ, ҫ (в Юникоде называется С с нижним выносным элементом) — буква расширенной кириллицы, 25-я буква башкирского и 22-я буква чувашского алфавита. Ранее использовалась в энецком алфавите.
В башкирском языке обозначает звук [θ], в чувашском [ɕ] и [ʑ] (звонкая версия того же звука), в энецком — только [ɕ].